# Isma’il Sidki
Isma’il Sidki, arab. ‏إسماعيل صدقي‎ (ur. 15 czerwca 1875, zm. 9 lipca 1950) – egipski polityk, premier kraju w latach 1930–1933 oraz w 1946.

## Życiorys

### Wczesna działalność
Pochodził z zamożnej i blisko związanej z królewskim dworem rodziny. Z wykształcenia był prawnikiem, ukończył szkołę prawa w Kairze; w czasie studiów zajmował się dziennikarstwem. Po uzyskaniu dyplomu końcowego podjął pracę jako urzędnik i w 1908 został sekretarzem generalnym Ministerstwa Spraw Wewnętrznych. Przeszedł następnie do resortu spraw zagranicznych, po czym został ministrem rolnictwa, a następnie ministrem wakfów. W latach I wojny światowej stanął na czele Komisji Handlu i Przemysłu, której zadaniem było dokonanie diagnozy stanu egipskiej ekonomii.

### Działalność w latach 1919–1930
Działał w partii Wafd. 8 marca 1919 za kwestionowanie praw Wielkiej Brytanii do protektoratu nad Egiptem został razem z liderem Wafdu Sadem Zaghlulem oraz z Wisą Wasifem i Muhammadem Mahmudem internowany na Malcie, skąd przewieziono go na Seszele. Zostali zwolnieni po pięciu dniach po masowych protestach w ich obronie, jakie wybuchły w Kairze. Po zwolnieniu Sidki razem z Zaghlulem był w delegacji Wafdu, która w Paryżu domagała się udziału w konferencji wersalskiej, nie została jednak dopuszczona do przedstawienia postulatów egipskiego ruchu narodowego. Szybko po tym wydarzeniu wystąpił z Wafdu i przeszedł na pozycje probrytyjskie, co uzasadniał potrzebą prowadzenia realistycznej polityki, a co w ocenie jego przeciwników wynikało z oportunizmu i chęci ukrycia nielegalnych interesów. W kolejnych latach, do 1930, działał w Partii Liberalno-Konstytucyjnej.
Był faktycznym autorem deklaracji przedstawionej przez Wielką Brytanię 28 lutego 1922, w której Egipt został uznany za niezawisłe państwo, z czterema zastrzeżeniami. Brytyjczycy zachowywali prawo do obrony Egiptu przed zewnętrzną agresją, kontroli brytyjskich połączeń komunikacyjnych na terenie kraju, opieki nad cudzoziemcami i ich interesami na terenie kraju, kontroli sytuacji w Sudanie. W 1922 wszedł do rządu Abd al-Chalika Sarwata. Bez powodzenia kandydował w wyborach parlamentarnych w 1923, zdecydowanie wygranych przez Wafd. W roku następnym wszedł do rządu Ahmada Ziwara jako minister spraw wewnętrznych i odgrywał w nim kluczową rolę. Był przeciwnikiem egipskiej konstytucji i negatywnie oceniał parlamentaryzm w ogóle, toteż w 1928 król Fuad I nie powołał go na premiera, preferując bardziej umiarkowanego Muhammada Mahmuda. Sidki okazał się natomiast doskonałym kandydatem na szefa rządu w 1930, gdy król był już zdecydowany przejąć władzę autorytarną dla siebie i rządu.

### Pierwszy rząd
Sidki wystąpił z partii po objęciu stanowiska, by uchodzić za polityka niezależnego. Jedną z jego pierwszych decyzji było rozwiązanie parlamentu, co doprowadziło do ostrego konfliktu z nim samym (przewodniczący parlamentu Wisa Wasif odmówił odczytania dekretu premiera jako niekonstytucyjnego), a następnie do wybuchu zamieszek w miastach i na wsiach. Po stronie rządu pozostała jedynie grupa przekupionych deputowanych. Premier stłumił protesty, nakładając na zwolenników Wafdu na wsi wysokie grzywny i rozpędzając manifestacje. Bez powodzenia starał się pozyskać poparcie Partii Liberalno-Konstytucyjnej. Jego polityka była również przedmiotem krytyki Ligi Praw Człowieka, natomiast rząd brytyjski nie reagował. Aby odzyskać poparcie, Sidki starał się poprawić kondycję gospodarki egipskiej, nadwątloną kryzysem światowym. Otworzył w Egipcie oddziały banków francuskich, które udzielały nisko oprocentowanych pożyczek. W nadziei na rychłą poprawę koniunktury rząd skupywał i składował bawełnę, jak również przystąpił do budowy wielkich zakładów włókienniczych w Al-Mahalla al-Kubra, otwartych jeszcze w 1930. Rządowy protekcjonizm objął również import – wybrane towary zagraniczne obłożono nawet 80-procentowym cłem.
27 października 1930 premier ogłosił nową konstytucję, znacząco poszerzającą uprawnienia króla i rządu. Spotkała się ona z gwałtowną krytyką prasy i partii opozycyjnych. Rozpoczęła się kampania wyborcza do nowego parlamentu, w czasie której zabroniono zgromadzeń, a wystąpienia polityków opozycyjnych były niemalże uniemożliwiane. Ostatecznie Partia Liberalno-Konstytucyjna i Wafd zbojkotowały elekcję i zwycięstwo odniosła nowa partia rządowa, powołany przez Sidkiego Lud. Działalność organizacji politycznych nieprzychylnych rządowi maksymalnie ograniczono, Sidki konsolidował swoją władzę za pomocą represji. Z czasem otwarcie zaczął dążyć do skupienia pełni kontroli nad krajem we własnych rękach. Usunął z rządu Alego Mahira (według innych źródeł minister sprawiedliwości Mahir sam podał się do dymisji, protestując przeciwko łamaniu prawa) i Abd al-Fattaha Jahję, sam został ministrem finansów i ministrem spraw wewnętrznych. Opozycję zwalczał aresztowaniami, zakazami publikacji prasowych, prowokacjami policyjnymi, równocześnie jednak sam tracił autorytet, gdyż niepowodzenia rządu utożsamiano wyłącznie z jego działaniami. Wrogie mu środowiska polityczne, pozbawione możliwości demokratycznego udziału w życiu politycznym, zaczęły stosować w walce z rządem metody nielegalne, dokonując zamachów na urzędników i siedziby urzędów.
Początkowo Wielka Brytania nie ustosunkowała się do autorytarnych dążeń Sidkiego. Brytyjczycy utrzymywali kontakty zarówno z premierem, jak i ze skupioną wokół Mustafy an-Nahhasa opozycją. Wzrost niepokojów społecznych i coraz brutalniejsza walka o władzę skłoniły ich jednak do zmiany stanowiska. Z coraz większą niechęcią poczynania Sidkiego obserwował także król, który ostatecznie zdymisjonował Sidkiego we wrześniu 1933, a na nowego premiera powołał usuniętego wcześniej z ministerstwa finansów Jahję.

### Drugi rząd
Po raz drugi stanął na czele rządu w 1946, po dymisji an-Nukrasziego, któremu zarzucono brak zdecydowania w dążeniu do całkowitego uniezależnienia się Egiptu od Wielkiej Brytanii. Jako premier brał udział w rokowaniach egipsko-brytyjskich w sprawie rewizji traktatu sprzed dziesięciu lat. Odrzucił brytyjską propozycję wycofania wojsk z całego Egiptu przy zachowaniu sojuszu obydwu państw i utworzeniu Wspólnej Rady Obrony, wyłącznego prawa Wielkiej Brytanii do sprzedaży Egiptowi sprzętu wojskowego, zachowaniu prawa Brytyjczyków do tranzytu wojsk oraz uczestnictwa w regionalnej kwaterze głównej wojsk ochraniających Kanał Sueski. Rozmowy przerwano w czerwcu 1946, jednak w październiku 1946 wznowiono je. W ostatecznie wypracowanej wersji układu zapowiedziano opuszczenie Egiptu przez wojska brytyjskie (z wyjątkiem strefy kanału) i utworzenie wspólnej rady obrony. Zachowano także kondominium egipsko-brytyjskie w Sudanie, ale z perspektywą nadania temu obszarowi samorządu, a następnie – niezależności od Kairu. Układ został źle przyjęty w Egipcie, przeciwko rządowi Sidkiego wspólnie wystąpili Wafd i Bracia Muzułmańscy.
W sierpniu tego samego roku premier Egiptu rozmawiał z Elijjahu Sasonem z Agencji Żydowskiej. Zgodził się na jego propozycję utworzenia państwa żydowskiego w części Palestyny w zamian za poparcie dla Egiptu w jego staraniach o wyjazd wojsk brytyjskich z jego terytorium. Ostatecznie Wielka Brytania nie zgodziła się jednak na łączenie kwestii palestyńskiej i problemów Egiptu w rozmowach dotyczących przyszłości tego kraju. W 1947 Sidki odszedł ze stanowiska premiera, które ponownie objął an-Nukraszi; zmienił on całkowicie politykę egipską względem nowo utworzonego państwa Izrael.